# Лејнгсбург (Мичиген)
Лејнгсбург (Мичиген) (енгл. Laingsburg) град је у америчкој савезној држави Мичиген. По попису становништва из 2010. у њему је живело 1.283 становника.

## Демографија
Према попису становништва из 2010. у граду је живело 1.283 становника, што је 60 (4,9%) становника више него 2000. године.
| Група             | 2000.         | 2010.         |
| Белци             | 1.195 (97,7%) | 1.227 (95,6%) |
| Афроамериканци    | 2 (0,2%)      | 5 (0,4%)      |
| Азијати           | 2 (0,2%)      | 5 (0,4%)      |
| Хиспаноамериканци | 9 (0,7%)      | 18 (1,4%)     |
| Укупно            | 1.223         | 1.283         |